# Nothura minor
El tinamú menor o inambú menor (Nothura minor) es una especie de ave de la familia Tinamidae. Esta especie se encuentra en llanuras y pasturas altas húmedas, en el sudeste de Sudamérica.